# Carinomyrmosa gussakovskiji
Carinomyrmosa gussakovskiji Lelej, 1981 — вид ос-немок из подсемейства Myrmosinae. Единственный вид рода Carinomyrmosa Lelej, 1981

## Распространение
Таджикистан.

## Описание
Мелкие пушистые осы (самки 5 мм, самцы 10 мм). Глаза опушенные. У самцов ноги красные, а перевязи брюшка цвета слоновой кости. Самки отличаются от других мирмозин увеличенными глазами, выступающими килями на переднебоковых углах 1-го тергита брюшка, удлинённой переднеспинкой. Глазки развиты. Передний край лба самок со срединным отростком или продольным килем. Паразиты пчёл и ос..